# UBE2L6
UBE2L6 (англ. Ubiquitin conjugating enzyme E2 L6) – білок, який кодується однойменним геном, розташованим у людей на короткому плечі 11-ї хромосоми. Довжина поліпептидного ланцюга білка становить 153 амінокислот, а молекулярна маса — 17 769.
| 10         |  | 20         |  | 30         |  | 40         |  | 50         |
| ---------- |  | ---------- |  | ---------- |  | ---------- |  | ---------- |
| MMASMRVVKE |  | LEDLQKKPPP |  | YLRNLSSDDA |  | NVLVWHALLL |  | PDQPPYHLKA |
| FNLRISFPPE |  | YPFKPPMIKF |  | TTKIYHPNVD |  | ENGQICLPII |  | SSENWKPCTK |
| TCQVLEALNV |  | LVNRPNIREP |  | LRMDLADLLT |  | QNPELFRKNA |  | EEFTLRFGVD |
| RPS        |  |            |  |            |  |            |  |            |

A: Аланін

C: Цистеїн

D: Аспарагінова кислота

E: Глутамінова кислота

F: Фенілаланін

G: Гліцин

H: Гістидин

I: Ізолейцин

K: Лізин

L: Лейцин

M: Метіонін

N: Аспарагін

P: Пролін

Q: Глутамін

R: Аргінін

S: Серин

T: Треонін

V: Валін

W: Триптофан

Кодований геном білок за функцією належить до трансфераз. 
Задіяний у таких біологічних процесах, як убіквітинування білків, альтернативний сплайсинг. 